# Hermosita
Hermosita is een geslacht van weekdieren uit de klasse van de Gastropoda (slakken).

## Soorten
- Hermosita hakunamatata (Ortea, Caballer & Espinosa, 2003)
- Hermosita sangria Gosliner & Behrens, 1986